# Mirollia bigemina
Mirollia bigemina är en insektsart som beskrevs av Sigfrid Ingrisch 1998. Mirollia bigemina ingår i släktet Mirollia och familjen vårtbitare. Inga underarter finns listade i Catalogue of Life.